# هيلموت تيودور شراير
هيلموت تيودور شراير (بالإنجليزية: Helmut Theodor Schreyer (من مواليد 4 يوليو 1912 - تُوفي في 12 ديسمبر 1984) وهو مخترع ألماني. وهو معروف بعمله على زد3 (حاسوب)، وهو أحد أجهزة الكمبيوتر الأولى.
كان هيلموت شراير نجل الوزير بول شراير وزوجته مارثا. عندما بدأ والده بالعمل في أبرشية في موسباخ، ذهب هيلموت إلى مدرسة هناك. أنهى المدرسة الثانوية في عام 1933. ثم عمل كمتدرب في شركة الكهرباء العامة.
بدأ شراير دراسة الهندسة الإلكترونية والاتصالات السلكية في جامعة برلين للتكنولوجيا في عام 1934. تعرّف على كونراد سوزه في عام 1935 ثم ساعده في إنشاء كمبيوتر Z1. في عام 1938 حصل على الدبلومه وعمل بعد ذلك كمساعد للدراسات العليا في معهد البروفيسور فيلهلم ستيلين. كان شراير وصديقه هربرت رابي (1909-2004) يعملان في قسم الأبحاث في AEG حتى عام 1936. خلال الحرب العالمية الثانية لم يستطع شراير تكمله أعماله في مجال الحاسوب لانشغاله بأمور الحرب. حيث كان من أعماله: تكنولوجيا الكشف عن الذخائر غير المتفجرة. ثم عمل على مقياس التسارع لصاروخ فاو-2-. كما عمل شراير على تكنولوجيا تحويل إشارة الرادار إلى إشارة صوتية قد يتعرف عليها قائد الطائرة المقاتلة.
نصح هيلموت شراير كونراد سوزه باستخدام تكنولوجيا الدوائر الكهربائية لتنفيذ أجهزة الكمبيوتر، لكنه تم اعتبار مشروعه غير قابل للتنفيذ عمليا ومن ثم لم يتمكن من الحصول على التمويل اللازم. حتى عام 1942، بنى شرايير بنفسه نموذجًا تجريبيًا لجهاز كمبيوتر يستخدم 100 أنبوب تفريغ كما خطط شراير لبناء ذاكرة كمبيوتر لـ 1000 كلمة في عام 1943، وكان ذلك لاحتواء عدة آلاف من أنابيب الإلكترون، ولكن بعد اشتراكه في الحرب العالمية الثانية انتهى وقته في العمل على زيادة حجم الذاكرة في الكمبيوتر. في عام 1944 قام ببناء دائرة كهربائية لتحويل الأرقام العشرية إلى أرقام ثنائية.
بعد الحرب، هاجر شرايير مع زوجته وابنته إلى البرازيل حيث أصبح أستاذاً في معهد ميليتار دي إنجنهاريا في ريو دي جانيرو. وكان عضوًا في الحزب النازي

## وصلات خارجية
- Curriculum vitae at the Technical University of Berlin (in German)
- Image of Zuse and Schreyer (right side)